# Ганс Брозамер
Ганс Брозамер (нім. Hans Brosamer; між 1480—1490, Фульда — 1554) — німецький художник, різьбяр і гравер періоду Відродження. Про його життя немає жодних документальних записів, але збереглися роботи. Працював у Фульді з 1536 до 1545 року, пізніше — в Ерфурті.
Його роботи налічують близько 600 гравюр на дереві, більшість стали ілюстраціями для книжок, також багато самостійних робіт. Брозамер створив 38 гравюр (перелічених Холштейном) та ряд малюнків, пов'язаних із власною монографією. Як художнику, йому приписують ряд портретів місцевої еліти.
Через маленький розмір гравюр художника, Ганса Брозамера вважають кляйнмайстром, і багато з них є похідними творами від робіт представників, таких як Якоб Бінк, Гайнріх Альдегревер. Одна з гравюр, навпаки, була створена надзвичайно великою і, без сумніву, призначалася для наклеювання на стіну. Це був David and Bathsheba (1554), його остання датована робота. До гравюр художника ще відносять Caricature of Luther with Seven Heads (1529).
Художника зараховують до школи Лукаса Кранаха Старшого. Підписував роботи іноді власним ім'ям, іноді — шифром.

У кінці XIX — початку XX століття на сторінках «Енциклопедичного словника Брокгауза і Єфрона» про творчість Ганса Брозамера було написано так:
"Он подражал Альдегреверу и Бургкмайеру; принадлежит к школе так называемых «малых мастеров».